# Polyscias bracteata
Polyscias bracteata là một loài thực vật có hoa trong Họ Cuồng cuồng. Loài này được (R.Vig.) Lowry miêu tả khoa học đầu tiên năm 2003 publ. 2004.